# Goniurellia tridens
Goniurellia tridens — вид тефритид або плодових мушок з роду Goniurellia родини Tephritidae. Кожне крило мухи Goniurellia tridens прозоре і містить «деталізоване зображення мурахоподібної комахи».

## Поширення
Ізраїль, Аравія, Туркменістан, Узбекистан, Іран, Пакистан, Індія, Канарські острови .